# Пукасовцы
Пукасовцы (укр. Пукасівці) — село в Галичской городской общине Ивано-Франковского района Ивано-Франковской области Украины.
Население по переписи 2001 года составляло 207 человек. Занимает площадь 3,065 км². Почтовый индекс — 77161. Телефонный код — 03431.